# Hengelo (Gheldria)
Hengelo () è una località dei Paesi Bassi situata nella municipalità di Bronckhorst, nella provincia della Gheldria.
Nel 2005 è stato unito con Hummelo en Keppel, Steenderen, Vorden e Zelhem nel nuovo comune di Bronckhorst.